# Antje Schubert
Antje Schubert (* 1967) ist eine Managerin. Sie war Geschäftsführerin des Unternehmens Iglo.

## Leben
Schubert ist Betriebswirtin und begann ihre Karriere bei Kraft Foods. Danach war sie viele Jahre im Danone-Konzern tätig, zuletzt als Geschäftsführerin von Milupa Österreich (mit dem Titel General Manager Danone Baby Nutrition Österreich).
Im Jahre 2014 wurde sie Geschäftsführerin von Iglo in den Niederlanden. Im Oktober 2015 übernahm Schubert den Vorsitz der Geschäftsführung des Unternehmens in Deutschland. In der Werbung für Iglo reaktivierte sie Käpt’n Iglo und den Spinat „mit dem Blubb“. Im Juli 2018 wurde sie Mitglied des Vorstands von Iglos Muttergesellschaft Nomad Foods, wo sie für Westeuropa zuständig war. Die Geschäftsführung von Iglo Deutschland übergab sie im Juli 2021 an Philipp Kluck, um sich als Vorstandsmitglied der Region Westeuropa und der Acquisition und Integration der Adriatics zu widmen. Ab 2022 verantwortete sie als Executive President die Regionen DACH, Adriatics & Skandinavien für Nomad. Im August 2024 verließ sie das Unternehmen.